# Asplenium billotii
Asplenium billotii es una especie de helecho  de la familia de las aspleniáceas.

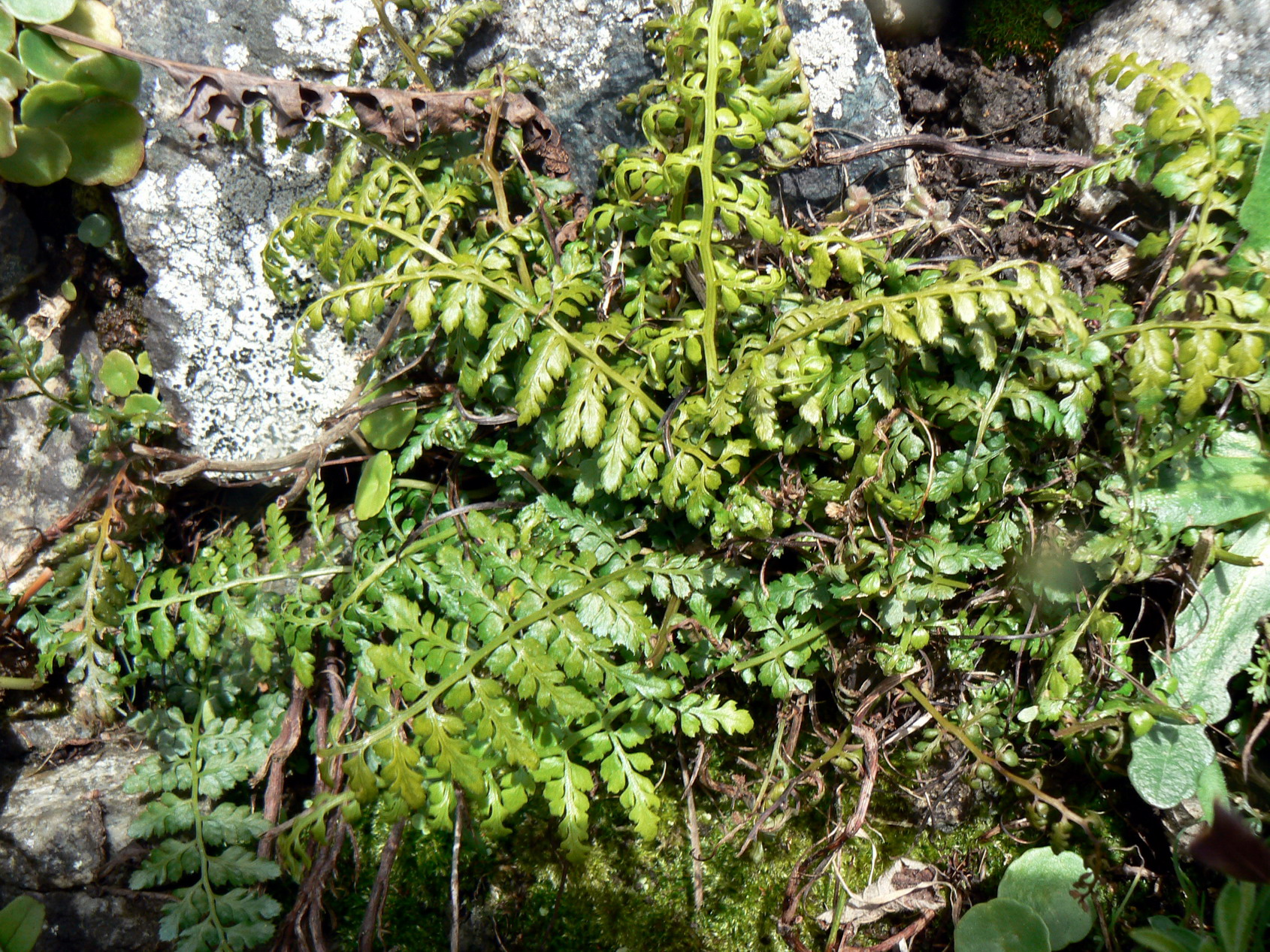
Vista de la planta

## Descripción
Alcanzan sus frondes hasta 35 cm, aunque de ordinario son de unos 20 cm. Su color es verde brillante y surgen en grupos densos de una especie de raíz horizontal (rizoma). Su pecíolo, marrón en su parte inferior y brillante, es algo más corto que el resto de la fronde, que aparece dividida por dos veces, en sendas series de "hojitas" menores, dentadas. Se reproducen mediante esporas, que crecen y maduran en grupos (soros), que adquieren un color marrón, cubiertos por una lámina (indusio) protectora, en el dorso de las frondes y son liberadas (esporulación) hacia el invierno. Hemicriptófito. 

## Distribución y hábitat
Se extiende por la cuenca mediterránea, las islas de Macaronesia y la franja occidental de Europa. Aparece disperso bajo las rocas, en lugares frescos de roquedos y bosques, en sitios umbrosos generalmente silíceos. 

## Taxonomía
Asplenium billotii fue descrita por Friedrich Wilhelm Schultz  y publicado en Flora 28: 738. 1845
Etimología
Ver: Asplenium
billotii: epíteto otorgado en honor del botánico francés Paul Constant Billot (1796-1863).
Citología
Número de cromosomas de Asplenium billotii (Fam. Aspleniaceae) y táxones infraespecíficos: n=72.

Sinonimia
- Asplenium cuneatum  F.W. Schultz
- Asplenium fontanum var. lanceolatum Fiori
- Asplenium lanceolatum Huds.
- Asplenium obovatum auct.
- Trichomanes lanceolatum Bubani[5]
- Athyrium lanceolatum (C.Presl) Heufl. [1856, Verh. K. K. Zool.-Bot. Ges. Wien, 6 : 345]
- Asplenium rotundatum Kaulf. [1830, Flora, 13 : 374][6][7]

## Nombres comunes
- Castellano: jelecho.[5]